# Lion Music
Lion Music är ett finskt produktions- och skivbolag som grundades 1989 som ett produktionsbolag för tonsättaren och artisten Lars Eric Mattsson för att hantera produktion och licensiering i Europa, USA och Asien, var ett antal överenskommelser skrevs under. Vid den tiden var det aldrig tänkt att bandet skulle bli det skivbolag som det har utvecklats till idag.
År 1997 var drömmen att starta ett nytt skivbolag väldigt stark, mestadels på grund av problemen som Mattsson stötte på när han försökte göra överenskommelser med andra företag. De första utgåvorna var bandet Visions Till the End of Time (1997), återutgivningar av Mattssons No Surrender samt Visions debutalbum såväl som Mattssons nya album Obsession, men det tog ytterligare två år innan skivbolaget officiellt föddes. I januari 2000 släppte bolaget två album samtidigt, Alex Masis In the Name of Bach och Mattssons Another Dimension, vilket har ansetts vara skivbolagets riktiga grundande.

## Expandering
Sedan starten har Lion Music fungerat som riktigt skivbolag med regelbundna utgåvor, samt sett dess anslutna artister växa avsevärt, med många olika genrer och stilar. Bolaget ses som ett av de ledande inom progressive- och power metalcirklar, likaså har de blivit nära associerade med instrumentala och virtuosa musikutgåvor. Den senaste tiden har man även expanderat till andra genrer så som Adult Oriented Rock, hair metal, fusion och klassisk hårdrock.
Lion Music har också släppt flera tributalbum av kvalitet till artister som Jason Becker, Shawn Lane, Ritchie Blackmore, Jimi Hendrix, Uli Jon Roth och Gary Moore. Idag släpper bolaget tre till fyra nya album per månad.